# Alexandre Edmond Becquerel
Alexandre Edmond Becquerel (24. marts 1820 – 11. maj 1891), kendt som Edmond Becquerel, var en fransk fysiker der studerede solens spektrum, magnetisme, elektricitet og optik. Han er kendt for sit arbejde med luminescens og Fosforescens. Han er krediteret opdagelsen af den fotovoltaiske effekt i 1839 (funktionsprincipperne i solceller) . Han var søn af Antoine César Becquerel og far til Henri Becquerel.

## Biografi
Becquerel blev født i Paris og var på skift elev, assistent og efterfølger for sin far på Musee d'Histoire Naturelle. Han blev også professor i sin korte tid ved agronomiinstituttet i Versailles i 1849 og i 1853 blev han institutleder i fysik ved Conservatoire des Arts et Metiers. Becquerel samarbejdede med sin far i meget af sit arbejde, men selv koncentrerede han sig om studiet af lys, undersøgelsen af fotokemiske effekter og spektroskopiske karakterer ved solstråling og elektrisk lys, fænomenet Fosforescens, delvist vist ved sulfider og forbindelser i uran. Det var i forbindelse med disse sidstnævnte forskningsområder at han udviklede sit fosforroskop, et apparat der der gjorde det muligt at måle intervaller mellem eksponering af lys, således at de opnåede effekter kunne måles præcist.

## Tildelinger
Han blev valgt som medlem af det Kungliga Vetenskapsakademien in 1886.